# Chabany Race
La Chabany Race es una carrera ciclista profesional de un día que se realiza en el mes mayo en el asentamiento de Chabany y sus alrededores en el Óblast de Kiev en Ucrania.
La carrera fue creada en el año 2019 y entró a formar parte del circuito UCI Europe Tour bajo categoría 1.2 y hace parte de una serie de carreras en marco de la celebración del "Día de Kiev" que incluye carreras como la Kiev Olimpic Ring Women Race, Horizon Park Race masculina y femenina y VR Women ITT.

## Palmarés
| Año  | Ganador         | Segundo      | Tercero            |
| ---- | --------------- | ------------ | ------------------ |
| 2019 | Andriy Vasylyuk | Yauhen Sobal | Oleksandr Golovash |

## Palmarés por países
| País    | Victorias |
| ------- | --------- |
| Ucrania | 1         |